# Prenden
Prenden è una frazione del comune tedesco di Wandlitz, nel Brandeburgo.

Conta (2007) 520 abitanti.

## Storia
Prenden fu nominata per la prima volta nel 1306.

Costituì un comune autonomo fino al 2003, quando venne aggregato al comune di Wandlitz.